# Corumbataia
Corumbataia (Корумбатая) — рід риб триби Otothyrini з підродини Hypoptopomatinae родини Лорікарієві ряду сомоподібні. Має 4 види.

## Опис
Загальна довжина представників цього роду коливається від 2,7 до 3,8 см. Голова помірно широка. Очі невеличкі. Рот доволі широкий. Тулуб кремезний, широкий. Спинний плавець помірної довжини, його шип довше за шип грудних плавців. Черевні плавці доволі довгі, сягають першого промені анального плавця. У самців на відміну від самиць присутні урогенітальні сосочки ззаду неподалік від ануса. Хвостовий плавець має розгалужені промені.
Види здебільшого різняться за забарвленням: смугастим, однотонним, від сірого до чорного кольору. У всіх видів є білі плямочки (у кожного виду своєї форми).

## Спосіб життя
Це бентопелагічні риби. Зустрічаються в дрібних струмках з швидким або помірною течією та прозорою водою. Воліють до піщаного ґрунта. Живляться волокнистими синьо-зеленими і діатомовими водоростями.

## Розповсюдження
Мешкають у басейнах річок Парана, Арагуая і Токантінс.

## Види
- Corumbataia britskii
- Corumbataia cuestae
- Corumbataia tocantinensis
- Corumbataia veadeiros